# Пулвесь (Поморське воєводство)
Пулвесь (пол. Półwieś, нім. Halbdorf) — село в Польщі, у гміні Ґнев Тчевського повіту Поморського воєводства.
Населення — 271 особа (2011).
У 1975-1998 роках село належало до Гданського воєводства.

## Демографія
Демографічна структура станом на 31 березня 2011 року:
|          | Загалом | Допрацездатний вік | Працездатний вік | Постпрацездатний вік |
| -------- | ------- | ------------------ | ---------------- | -------------------- |
| Чоловіки | 155     | 28                 | 111              | 16                   |
| Жінки    | 116     | 19                 | 60               | 37                   |
| Разом    | 271     | 47                 | 171              | 53                   |